# Viitina Järvekülä
Viitina Järvekülä (est. Järvekülä järv (Viitina Järvekülä järv)) – jezioro w Estonii,  w prowincji Valgamaa, w gminie Rõuge. Należy do pojezierza Haanja (est. Hannja järved). Położone jest na zachód od wsi Järvekülä. Ma powierzchnię 2,8 ha linię brzegową o długości 629 m, długość 220 m i szerokość 175 m. Sąsiaduje z jeziorami Viitina Karijärv, Salujärv, Palujüri, Hanija, Viitina Karijärv, Aabra, Kunnjärv, Paadikõrdsi. Położone jest na terenie obszaru chronionego krajobrazu Haanja (est. Haanja looduspark). Jezioro zamieszkują m.in.: leszcz, płoć.